# Unplanned
Unplanned er en amerikansk dramafilm fra 2019 instrueret af Cary Solomon og Chuck Konzelman. Filmen er baseret på Abby Johnsons memoir Unplanned.

## Medvirkende
| Skuespiller        | Rolle        |
| ------------------ | ------------ |
| Ashley Bratcher    | Abby Johnson |
| Brooks Ryan        | Doug         |
| Robia Scott        | Cheryl       |
| Jared Lotz         | Shawn        |
| Emma Elle Roberts  | Marilisa     |
| Robin DeMarco      | Kathleen     |
| Robert Thomason    | Mike         |
| Tina Toner         | Renee        |
| Sarah Hernandez    | Elena        |
| Maura Corsini      | Megan        |
| Lezl Gonzales      | Taylor       |
| Kaiser Johnson     | Jeff         |
| Andee Grace Burton | Grace        |
| Alexander Kane     | Mark         |
| Stacey Bradshaw    | Karen        |